# 顺外站
顺外站位于中华人民共和国江西省南昌市青山湖区洛阳路、顺外路与洪都中大道交叉口，是南昌地铁2号线的地铁车站，车站于2019年6月30日启用。

## 车站结构
站厅在地下一层，站台在地下二层为岛式站台。

### 楼层
| 1层  | 地面               | 出入口                       |  |  |
| -1层 | 站厅               | 自动售票机、客服中心         |  |  |
| -2层 |                    | █ 2号线 往南路（南昌火车站） |  |  |
|      | 岛式站台，左侧开门 |                              |  |  |
|      |                    | █ 2号线 往南昌东站（辛家庵） |  |  |

### 出入口
顺外站共设置4个出入口，目前只开放1、4号口；2、3号口由于地块产权单位不同意出入口设置暂未实施，待后期具备实施条件后开展相关建设工作。
| 编号                   | 指示                       | 图片 | 建议前往的目的地                                      |
| ---------------------- | -------------------------- | ---- | ----------------------------------------------------- |
| 出口 · 1L              | 顺外路南侧，洪都中大道东侧 |      | 塑料厂家属院、银海大厦、顺外路168号小区、中海御锦公馆 |
| 出口 · 4L · 升降机标志 | 洛阳路南侧，洪都中大道西侧 |      | 铁路八村东区、八村东街、进外路                        |
| 註： 設有              |                            |      |                                                       |

## 历史
- 2010年4月8日南昌市轨道交通二号线一期工程环境影响评价第二次公示，公布了《南昌市轨道交通二号线一期工程环境影响报告书（简本）》文件中本站名为洪都大道站[5][6]。
- 2011年12月14日2号线一期21个站名公示时本站名为洪都中大道站，位于顺外路与洪都中大道交叉路口处[1]。
- 2012年2月9日2号线站名确认，本站名为没有做任何变动[7]。
- 2014年1月23日3、4号线优化调整规划批前公示，4号线不再经过本站[8][9]。
- 2016年8月6日南昌晚报报道了地铁2、3号线车站改名情况；本站改名为顺外站[10]。